# Markus Mörth
Markus Mörth (* 1973 in Graz, Steiermark) ist ein österreichischer Filmregisseur, Drehbuchautor und Filmproduzent.

## Leben
Markus Mörth lebte bis zu seiner Matura in Graz. Danach zog er nach Wien, wo er von 1993 bis 1996 an der Universität Wien Philosophie, Theaterwissenschaft und Publizistik studierte. Zeitgleich arbeitete er als Regieassistent am Ensemble Theater Wien.
1996 ging Markus Mörth nach München, um an der Hochschule für Fernsehen und Film München Regie zu studieren. Mit seinem Abschlussfilm Allerseelen errang er 2004 den First-Steps-Award als bester deutschsprachiger Abschlussfilm. Danach arbeitete er im Rahmen seines Zivildienstes als Flüchtlingsbetreuer der Grazer Caritas bei dem auch die Idee zu seinem Buch und Film Geschwister entstand. Seit 2006 ist er als freier Regisseur und Drehbuchautor tätig. Er lebt mit seiner Familie in Graz und München.
Seit 2003 betätigte sich Markus Mörth als Dozent bei der Internationalen Sommerakademie für Theater Graz.  Seit 2007 ist er Lehrbeauftragter an der Karl-Franzens-Universität Graz am Institut für Anglistik mit dem Ergänzungsfach Medien. Darüber hinaus ist er seit 2013 Geschäftsführer der von ihm gegründeten DrehbuchWerkstatt München – Steiermark, einer Kooperation mit der DrehbuchWerkstatt München.
2023 folgte er Michael Reisch als Leiter des Filmfestivals Kitzbühel (FFKB) nach.

## Filmografie
- 1997: Held (Kurzfilm: Regie, Drehbuch)
- 1998: Kleine Diebe (Kurzfilm: Regie, Drehbuch)
- 1999: Der Reigen (Kurzfilm: Regie, Drehbuch)
- 2000: Matchball (Kurzfilm: Regie, Drehbuch)
- 2003: Allerseelen (Kurzfilm: Regie, Drehbuch, Produktion)[11]
- 2005: Hofmann und Söhne (Drehbuch)
- 2007: Dinge von größter Leichtigkeit (TV-Dokumentarfilm: Regie, Drehbuch)[12]
- 2007: Die Europa Tapes (Dokumentarfilm: Regie, Drehbuch)
- 2008: Geliebter Feind (TV-Dokumentarfilm: Regie, Drehbuch)
- 2009: Leben in der Zwischenwelt (Dokumentarfilm: Regie, Drehbuch)
- 2009–2010: Div. Feierabende (Kurz-Dokumentarfilme: Regie, Drehbuch)
- 2012: Austropop Made in Styria (Dokumentarfilm: Regie, Drehbuch)
- 2013: Als Gott noch eine Frau war (Dokumentarfilm: Regie, Drehbuch)
- 2016: Geschwister (Regie, Drehbuch, Produktion)
- 2017: Fritze mit der Spritze (Dokumentarfilm: Regie, Drehbuch)[13]
- 2019: Die Grazer Gruppe (Dokumentarfilm: Regie, Drehbuch, Kamera)[14]
- 2021: Das Lager Liebenau (Dokumentation: Regie, Drehbuch)[15]
- 2022: Unser Wunder: Kind (Dokumentation: Regie, Drehbuch)[16]
- 2022: Im Jakotop (Dokumentarfilm: Regie, Drehbuch, Kamera)[16]
- 2022: Der Wert der Erinnerung (Dokumentation: Regie, Drehbuch)[16]
- 2023: Feuerblume – Die zwei Leben der Marisa Mell (Dokumentation: Regie, Drehbuch)[17]
- 2024: Max Reisch – Weltbewegend (Spielfilm-ähnliche Dokumentation zum Weltreisenden Max Reisch, Regie)[18]

## Publikationen
- mit Wolfgang Kühnelt: Geliebter Feind: Die Geschichte des Grazer Stadtderbys SK Sturm Graz – GAK 1920–2007. 1. Auflage. Leykam Buchverlag, Graz 2008, ISBN 978-3-7011-7643-4.
- Pony. 1. Auflage. Edition Keiper, Graz 2009, ISBN 978-3-9502516-8-5.
- Geschwister. 1. Auflage. Edition Keiper, Graz 2012, ISBN 978-3-9503337-7-0.
- Die Surrealisten. 1. Auflage. Edition Keiper, Graz 2014, ISBN 978-3-902901-53-8.

## Weitere Arbeiten
- Imagefilme (u. a. Alte Universität Graz)
- Diverse Werbespots (u. a. für Lowe GGK, I-Punkt, Spreitzer and Friends, Tripenta kreativ)

## Auszeichnungen
- 2001: Steirischer Film- und Medienpreis für Matchball[9][19]
- 2001: „Starter“ Regie-Förderpreis der Stadt München für Matchball
- 2004: First-Steps-Award für Allerseelen[3]
- 2008: Carl-Mayer-Drehbuchpreis – Pony
- 2010: Prälat-Ungar-Anerkennungspreis für Journalismus für Leben in der Zwischenwelt
- 2011: Carl-Mayer-Förderpreis für Geschwister
- 2015: Green Panther in Gold – TV-SPOT in der Kategorie „Motion Picture“
- 2017: Bolzano Film Festival Bozen: Publikumspreis für Geschwister[20]